# Эттинген, Август Александрович фон
Август Александрович фон Эттинген (нем. August Georg Friedrich von Oettingen; 5 [17] июля 1823, Юрьевский уезд — 7 [20] апреля 1908, Юрьев) — лифляндский губернатор, градоначальник Риги; юрист по образованию.

## Биография
Родился 5 (17) июля 1823 года в семье Александра Георгиевича фон Эттингена (1798—1846) и Елены фон Кнорринг (1794—1863). Имел братьев и сестёр:
- Брат — Георг Филипп (1824—1916) — врач-офтальмолог, профессор, декан медицинского факультета и ректор Дерптского университета.
- Брат — Николай (нем.  Nicolai Peter von Oettingen, 1826—1876) — государственный чиновник, ливонский политик[2]
- Брат — Александр (1827—1905) — лютеранский теолог, статистик, заслуженный профессор; считается основателем «социальной этики».
- Брат — Эдуард (нем. Eduard Reinhold von Oettingen, (1829—1919) — государственный чиновник, ливонский политик[3]
- Сестра — Мария (нем. Charlotte Marie von Oettingen, 1831—1898)
- Сестра — Юлия (нем. Julie Barbara Amalie von Schrenck, 1833—1895), замужем за Леопольдом Шренком.
- Сестра — Амалия (нем. Amalie Helene Alexandra von Oettingen, 1835—1914)
- Брат — Артур Иоахим (1836—1920) — заслуженный профессор; физик, физиолог и теоретик музыки.

Изучал право в Дерптском университете с 1841 по 1843 год. В 1844 году занимался в Гейдельбергском университете; в 1845 году получил степень доктора философии.
На государственную службу поступил 15 апреля 1846 года. С 1850 года служил в Риге. В 1850—1857 годах — секретарь комиссии по введению в Лифляндии Постановления о сельском хозяйстве; до 1852 года — секретарь Ливонского крестьянского пенсионного банка в Риге.
Со 2 декабря 1857 по 17 февраля 1862 года был Лифляндским губернским предводителем дворянства.
С 18 мая 1862 года был исполняющим должность лифляндского губернатора; 22 июля 1862 года с производством в действительные статские советники был утверждён в должности; в этом же году получил звание камергера. В 1867 году был награждён российским орденом Св. Станислава 1-й степени и датским орденом Данеброг (командорский крест 1-го класса). С должности губернатора был вынужден уйти 19 января 1868 года из-за разногласий с генерал-губернатором. В 1868 году был пожалован придворным званием «в должности гофмейстера»; причислен к министерству императорского двора.
В 1869—1870 годах — ландрат.

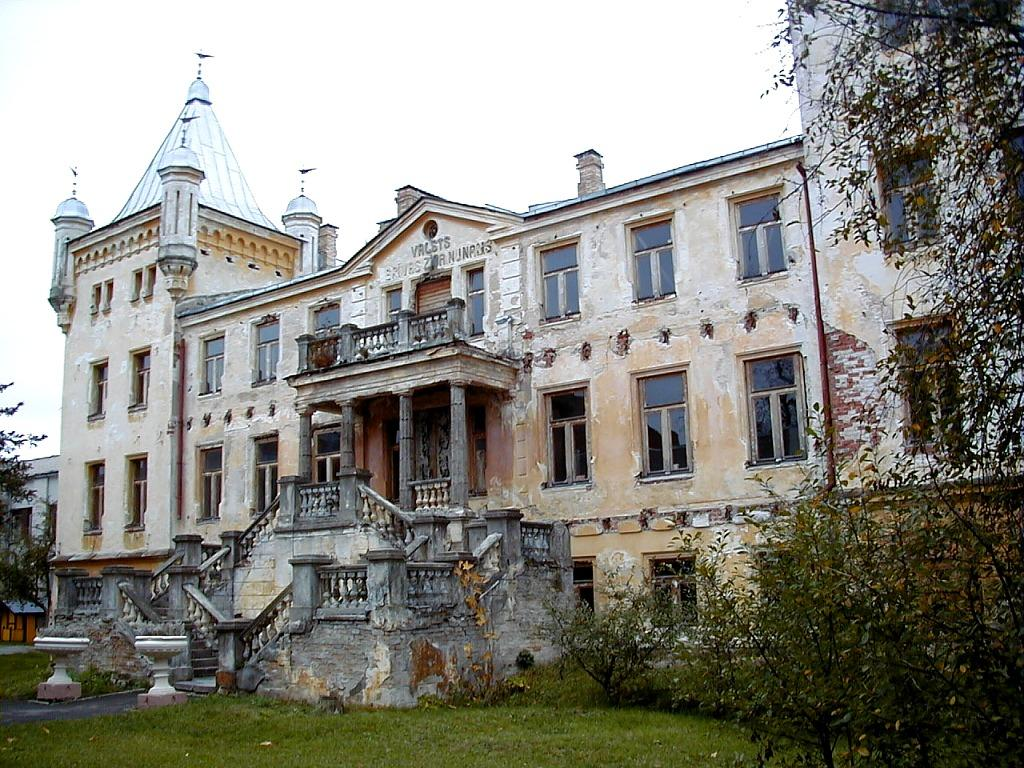
Замок в Калкунах, современное состояние, архитектор В. Нейман.

С 1875 года — почётный мировой судья Ново-Александровского округа Ковенской губернии, в которой имел 5900 десятин земли (ещё 17400 десятин у него было в Курляндской губернии и 17 гак в Лифляндской).
С 1878 года был членом Рижской городской управы; в 1886—1889 годах — градоначальником Риги
Ему принадлежали имения Луденхоф (Лууа) и Дукерсхоф (Каммери) в Тартуском уезде Лифляндии и Калкухнен (Калкуны) в Курляндии.
Пригласил в Калкухнен главного архитектора Динабурга Вильгельма Неймана, по проекту которого в 1890—1892 годах был построен замок. В то время в Калкухнене действовал крупный кирпичный завод, поставлявший строительные материалы. В поместье активно развивалось животноводство и промышленность — не только производство кирпича, но также спирта и алкогольных напитков. В конце XIX — начале XX веков из-за финансовых затруднений Эттинген продал Калкухнен и заводы графу Игнатьеву.
Август Эттинген был активным сторонником германизации. В окрестностях Калкухнена на станции Грива он открыл две немецкие школы — для мальчиков и для девочек.
С 1898 года жил в Юрьеве, где и умер 7 (20) апреля 1908 года.

## Семья
Был женат на Иде фон Вилькен (1827—1903), дочери Александра фон Вилькена и Вильгельмины фон Людер. Их дети:
- Александр (1848—1877), помещик в Курляндии.
- Бурхард (1850—1923), прусский королевский мастер верховой езды и коневод.
- Георг (1851—1916), помещик в Курляндии.
- Мари (Марисса) (1857—1883), вышла замуж в 1875 году за Генриха фон Вольфа (1843—1897) из мызы Вана-Гулбене.
- Элен (Элла) (1860—1885), вышла замуж в 1885 году за Александра фон Икскюль-Гильденбанда (1856—1921), генерал-лейтенанта, землевладельца мызы Мецикусе[7].